# 5. Sinfonie (Vaughan Williams)

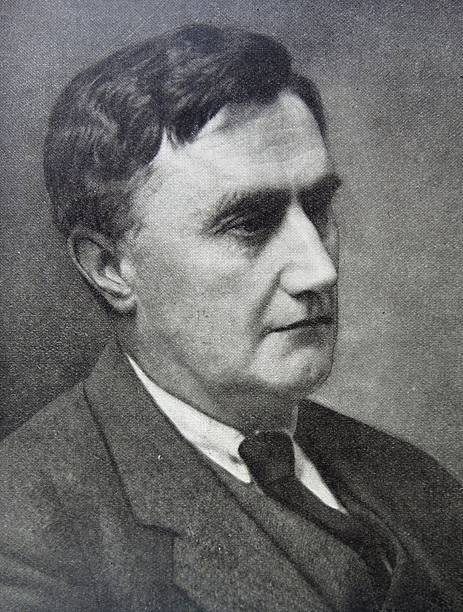
Portrait von Ralph Vaughan Williams, 1920er Jahre

Der englische Komponist Ralph Vaughan Williams schrieb seine Sinfonie Nr. 5 D-Dur zwischen 1938 und 1943. Stilistisch gesehen zeigt sie eine deutliche Abkehr von den leidenschaftlichen Dissonanzen der Vierten Sinfonie und ein Wiederanknüpfen an den romantischen Stil der früheren Pastoral Symphony. Die Uraufführung fand am 24. Juni 1943 statt. Sie ist Jean Sibelius gewidmet, allerdings „ohne Erlaubnis“. Dabei hätte Sibelius seine Zustimmung sicher gegeben. Er schrieb: „Ich hörte Dr. Ralph Vaughan Williams’ neue Sinfonie in Stockholm unter der exzellenten Leitung von Malcolm Sargent … Diese Sinfonie ist ein hervorragendes Werk … Die Widmung macht mich stolz und dankbar … Ich frage mich, ob Dr. Williams eine Vorstellung davon hat, welche Freude er mir damit bereitet hat?“
Viele der musikalischen Themen der 5. Sinfonie stammen aus der seinerzeit noch unvollendeten Oper The Pilgrim’s Progress. Diese Oper oder dieses „Moralstück“, wie Vaughan Williams das Werk lieber nannte, war damals bereits seit Jahrzehnten in Arbeit. Aber der Komponist hatte sich zu jener Zeit, als die Sinfonie entstand, von ihm zeitweise abgewandt. Abgesehen von diesen Ursprüngen hat die Sinfonie keine programmatischen Bezüge. Formal stellt sie eher eine ausgedehnte Entwicklung musikalischer Themen dar, die aus der geplanten Oper stammen, als den Versuch, dieses Material direkt in sinfonische Formen hinein zu zwängen.
Obwohl nominell in der Tonart D-Dur, sind große Teile der Sinfonie tatsächlich in C-Dur geschrieben oder gleichzeitig in C und D. Für weitere Verwirrung sorgte in dieser Hinsicht ein früher Klavierauszug, der das Werk in der Tonart G beschrieb.

## Sätze
Die Fünfte Symphonie ist in der traditionellen viersätzigen Form komponiert.
1. Preludio. Die Sinfonie beginnt mit einem markanten Hornruf im selten angewandten „Mixolydischen Modus“ in D, einer bereits im antiken Griechenland angewandten Tonart. Der Satz schwankt zwischen der Verwendung von mixolydischen und dorischen Modi auf verschiedenen Tönen. Mehrere der musikalischen Themen in diesem Satz sind der 1. Szene des 1. Aktes der geplanten Oper „The Pilgrim’s Progress“ entnommen, insbesondere die Eröffnung des Dialogs zwischen Pilgrim und Evangelist. Ein „Dresdner Amen“-Thema erscheint gegen Ende dieses Satzes.
2. Scherzo. Dieser kurze Satz ist geprägt von einem galoppierenden, tänzerischen Rhythmus mit einer Reihe von rauen Tönen der Holz- und Blechbläser als Unterbrechung. Es schließt mit einem federleichten Motiv der steigenden Viertelnoten.
3. Romanza. Die vorrangigen Themen in diesem Satz stammen aus der Eröffnung der 2. Szene des 1. Aktes aus The Pilgrim’s Progress (“The House Beautiful”). Die Eröffnung des solo spielenden Englischhorns ist praktisch unverändert übernommen.
Der Text zu dieser Melodie („Er hat mir Ruhe von seinem Leid und Leben durch seinen Tod“ gesungen) wurde ursprünglich als Leitmotiv des Satzes benutzt, während das zentrale Gegenmotiv aus der Textstelle „Rette mich, rette mich, Herr! Meine Last ist größer als ich ertragen kann“ stammt. Aufsteigende Viertelnoten erscheinen wieder als Verbindungen. Dieser Satz könnte auch als der geistige Kern der Sinfonie angesehen werden.
4. Passacaglia. Obwohl dieser Satz mit der sich wiederholenden Basslinie der Passacaglia-Form beginnt, verlässt Vaughan Williams sie wieder. Die triumphale primäre Melodie der Passacaglia stammt aus Pilgrims Dialog mit Interpreten in der zweiten Hälfte der Szene „The House Beautiful“, während das Fanfaren-Motiv an „Die Bewaffnung der Pilger“ aus der 1. Szene des 2. Aktes erinnert. Dies läutet eine Rückkehr der Themen aus dem ersten Satz der Sinfonie ein, die in einer ruhigen Abschiedsszene gelöst gespielt werden – zunächst von den Holzbläsern und dann von den oberen Streichern. Der Satz endet mit einem kurzen Epilog, der das Thema der Passacaglia aus der Einleitung wieder aufgreift, sehr ruhig und abgeklärt. (Der „Epilog“ zu einer Symphonie wurde von Arnold Bax zuerst als Erweiterung der klassischen Symphonik eingeführt und war in der ersten Hälfte des 20. Jahrhunderts vor allem bei britischen Komponisten recht beliebt.)